# San Marino RTV
Radiotelevisione della Repubblica di San Marino, thường được biết là San Marino RTV (viết tắt là SMRTV), là dịch vụ phát sóng công cộng của San Marino. Ngày 13 tháng 6 năm 2011, San Marino RTV đổi tên thành SMtv San Marino. Tháng 11 năm 2013, tên đã được đổi lại thành San Marino RTV.
Đài hiện đang điều hành hai kênh truyền hình (San Marino RTV và San Marino RTV Sport), cùng với 2 kênh phát thanh (Radio San Marino và Radio San Marino Classic).

## Lịch sử

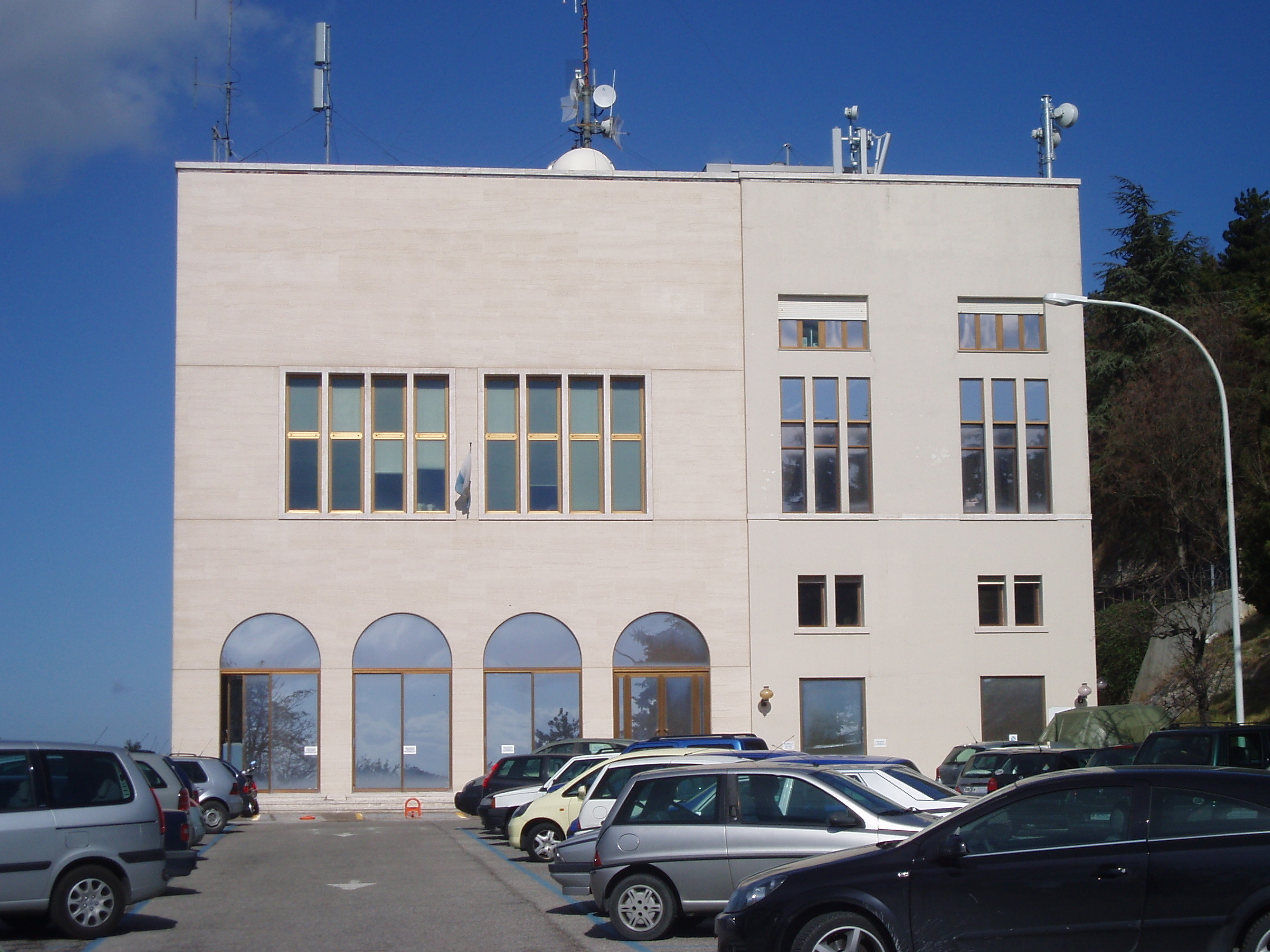
Trụ sở của chủ tịch và quản lý chung của SMRTV ỏ San Marino; đại lộ John F. Kennedy, 13

San Marino RTV được thành lập vào tháng 8 năm 1991 nhờ vốn cổ phần của Ente per la Radiodiffusione Sammarinese (ERAS, Công ty Phát thanh Truyền hình San Marino) và đài truyền hình dịch vụ công của Ý, RAI. Cả hai đã tham gia với 50% vốn. Thỏa thuận giữa hai bên có thể được xem xét định kỳ để đảm bảo và cập nhật các mục tiêu phát sóng dịch vụ công cộng. San Marino RTV phát sóng bằng tiếng Ý, ngôn ngữ chính thức của đất nước ngày.
Các chương trình phát thanh được thử nghiệm vào ngày 27 tháng 12 năm 1992. Ngày 28 tháng 2 năm 1993, Radio San Marino bắt đầu phát sóng 24/24. Các chương trình phát sóng truyền hình thử nghiệm bắt đầu vào ngày 24 tháng 4 năm 1993. Ngày 28 tháng 2 năm 1994, một dịch vụ truyền hình thông thường đã được ra mắt, phát sóng từ 10:00 sáng đến 2 giờ rạng sáng ngày hôm sau.
Tháng 7 năm 1995, San Marino RTV đã trở thành thành viên của Liên hiệp Phát sóng châu Âu (EBU). Cơ sở này cũng là thành viên sáng lập của (C.R.I., cộng đồng phát thanh và truyền hình Ý).
Năm 2007, San Marino RTV bắt đầu bày tỏ sự quan tâm đến việc tham gia Eurovision Song Contest. Ngày 27 tháng  11 năm 2007, đã có thông báo rằng San Marino sẽ ra mắt tại Eurovision Song Contest 2008, tổ chức tại Belgrade, Serbia. Sau khi vắng mặt trong các cuộc thi năm 2009 và 2010 vì vấn đề tài chính, San Marino đã tiến tới chung kết ở cuộc thi năm 2014.
Năm 2011, San Marino RTV đã cố gắng tham gia vào Junior Eurovision Song Contest, nhưng quyết định rút lui vào tháng 10 năm đó. Ngày 25 tháng 10 năm 2013, đã có thông báo rằng San Marino sẽ ra mắt tại Junior Eurovision Song Contest 2013, tổ chức tại Kyiv, Ukraina.
Ngày 11 tháng 10 năm 2014, kênh đã mở một chi nhánh tại Roma với phóng viên Francesca Billotti.
Ngày 22 tháng 12 năm 2016, San Marino RTV bắt đầu phát sóng HD trên truyền hình kỹ thuật số, và từ ngày 22 tháng 1 năm 2018, kênh cũng đã được phát sóng HD trên truyền hình kỹ thuật số vệ tinh.
Từ ngày 20 tháng 10 năm 2021, kênh bắt đầu phát sóng khắp nước Ý ở vị trí kênh 831, trên MPEG-4 SD tại RAI Mux B. Tháng 12 cùng năm, Ludovico Di Meo được bổ nhiệm làm Tổng giám đốc của đài, vị trí mà ông nắm giữ cho đến ngày 29 tháng 1 năm 2023.

## Dịch vụ phát sóng

### Phát thanh
- Radio San Marino (102.7 FM): Đài phát thanh quốc gia đầu tiên của San Marino, phát sóng từ ngày 27 tháng 12 năm 1992. Chương trình của đài mang tính tổng quát, đặc biệt chú trọng đến tin tức.
- Radio San Marino Classic (103.2 FM): Kênh phát thanh âm nhạc được thành lập vào tháng 6 năm 2004 để phát những bài hát cổ điển của Ý và quốc tế. Nó cũng phát sóng các trận đấu của Campionato Sammarinese di Calcio và các phiên họp của Đại chấp chính.

Trên website chính thức của đài, bạn có thể nghe và tải các chương trình thông qua dịch vụ podcast.

### Truyền hình
- San Marino RTV: Kênh tổng hợp phát sóng 24/24. Chương trình của đài về tin tức, phim tài liệu, phim, sự kiện văn hóa và thể thao ở San Marino. Từ năm 2018, San Marino RTV đã phát sóng HD, trên kênh 573 của truyền hình kỹ thuật số mặt đất.
- San Marino RTV Sport: Phát sóng các chương trình, bao gồm các sự kiện trực tiếp, tin tức và phỏng vấn.

## Logo qua các thời kỳ

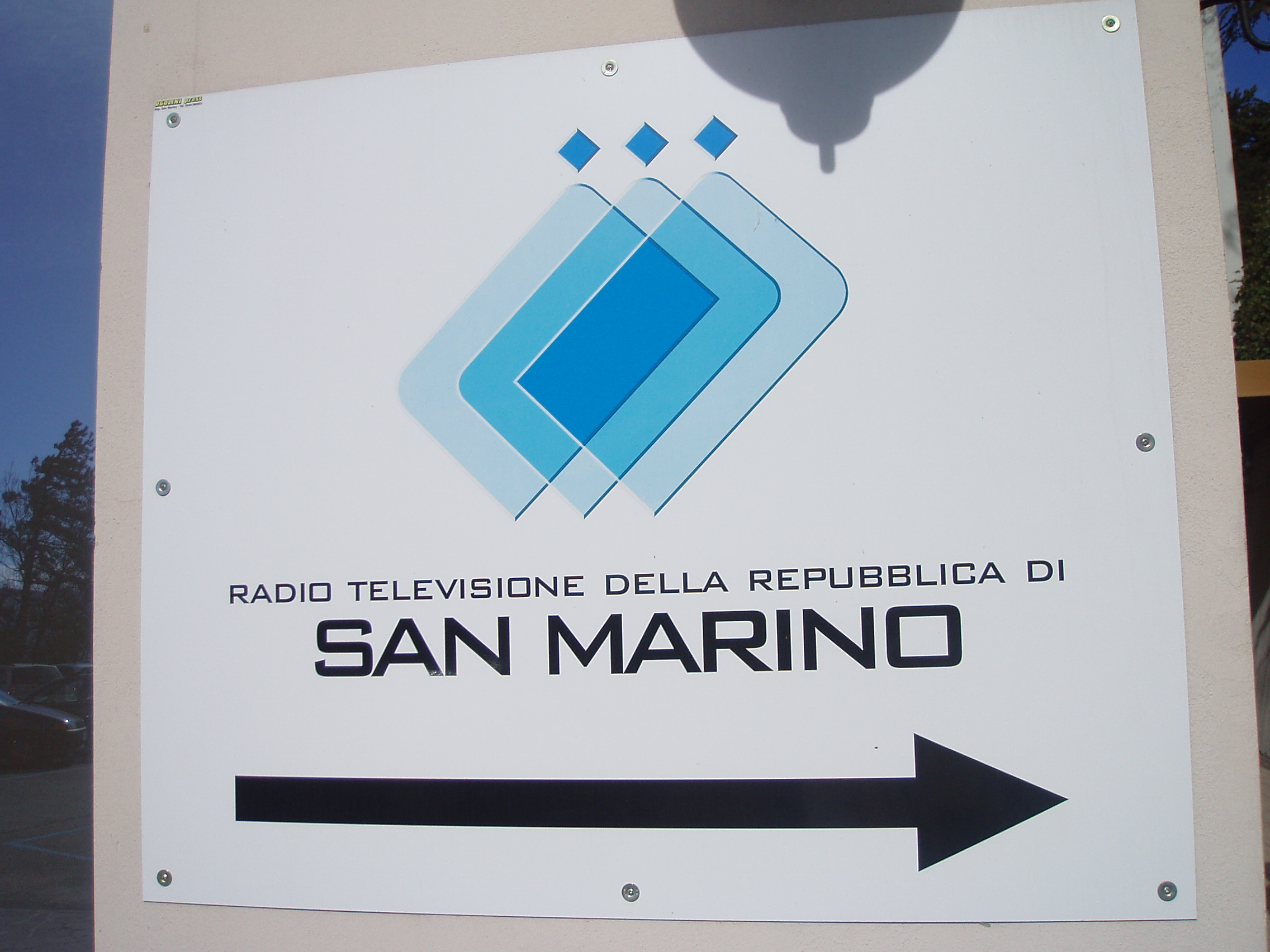
1994 - 12 tháng 6 năm 2011
Tháng 11 năm 2013 - 31 tháng 1 năm 2021Tháng 11 năm 2013 - 31 tháng 1 năm 2021